# 蔡宁 (1955年)
蔡宁（1955年3月—），男，汉族，甘肃兰州人。法学学士，研究生学历，中共党员，1972年12月参加工作。曾任甘肃省人民检察院检察长、河南省人民检察院检察长。

## 简历
1983年毕业于西北政法学院法律系，后进入甘肃省人民检察院担任书记员，历任助理检察员、副处级检察员、研究室副主任、办公室主任。
1994年1月，任甘肃省人民检察院副检察长；1998年4月，升任甘肃省人民检察院党组副书记、副检察长。（2000年3月至2001年1月在中央党校中青班学习；2000年10月至2003年1月在中央党校研究生院法学理论专业学习）
2003年1月，任甘肃省人民检察院检察长。
2007年12月，任河南省人民检察院党组书记。2008年2月至2018年1月，任河南省人民检察院检察长、党组书记。